# 3347 Konstantin
3347 Konstantin (1975 VN1) là một tiểu hành tinh vành đai chính được phát hiện ngày 2 tháng 11 năm 1975 bởi T. Smirnova ở Nauchnyj.